# HERC1
La proteïna E3 ubiqüitina ligasa HERC1 és un enzim codificat pel gen HERC1, situat en el cromosoma 15 del genoma humà i el cromosoma 9 del genoma de ratolins.
HERC1 una proteïna gegant (532 KDa) implicada en el tràfic intracel·lular de membranes que interacciona amb la cadena pesada de clatrina i les GTPases de les famílies ARF1 i Rab. Aquesta proteïna forma part de la família HERC humana, que està formada per 6 proteïnes de les quals HERC1 va ser la primera a identificar.
La identificació d'aquesta proteïna va tenir lloc a partir de la recerca de seqüències oncogèniques humanes a partir de cèl·lules de càncer de mama. S'ha observat la seva sobreexpressió en diferents càncers i s'ha descrit la seva interacció amb diferents proteïnes involucrades en processos de tràfic de membranes, però encara no es coneix la seva funció fisiològica explícitament.
En les seves seqüències trobem un domini HECT i un o diversos dominis RLD/RCC1. La presència de la seqüència HECT suggereix que aquestes proteïnes posseeixen activitat ubiqüitina ligasa i la presència de RLD planteja la possibilitat que també participi en l’intercanvi de nucleòtids de guanina sobre GTPases monomèriques.

## Localització del gen i de la proteïna
El gen HERC1 es localitza a la regió 15q22.31 del cromosoma 15 humà. El locus aglutina diversos gens implicats en funcions cel·lulars com la modificació de proteïnes, i processos biològics rellevants.
La proteïna HERC1, a escala subcel·lular, es troba a les vesícules associades a l'aparell de Golgi però no associades als endosomes.

## Propietats
La proteïna HERC1 és capaç d'interaccionar amb les molècules M2PK, CLC, ARF6 i diversos fosfolípids com ara el fosfatidilinositol bifosfat (PIP2). Aquesta proteïna està associada a l'aparell de Golgi i es transloca a protrusions d'actina. HERC1 no és essencial pel funcionament adequat de les vies cel·lulars d'endocitosi i secreció proteica, però l'expressió anormalment elevada de dominis d'HERC1 pot causar alteracions en el citoesquelet d'actina i l'endocitosi del factor de creixement epidèrmic (EFG).
També se sap que HERC1 interactua físicament, formant un complex supramolecular molt gran, i és un possible substrat de la tirosina quinasa BCR-ABL1.

## Funcions
La ubiqüitina ligasa HERC1 regula la via de senyalització p38, i aquesta regulació està mediada per la MAPK quinasa MKK3.
La diafonia (inhibició/atenuació) entre vies RAF i MKK3/p38 també és regulada per HERC1, senyalitzant C-RAF amb ubiqüitines per la seva degradació al proteasoma. La ubiqüitinació és una modificació post-traduccional que enllaça covalentment ubiqüitines a una proteïna alterant la seva funcionalitat de múltiples maneres.
Aquest procés es produeix en tres passos seqüencials: activació de l’ubiqüitina per l’enzim activador d’ubiqüitina E1; transferència de l’ubiqüitina activada de l’E1 a l’enzim conjugador d’ubiqüitina (E2); i conjugació de l’ubiqüitina amb una lisina residual d’un substrat proteic per l’enzim ubiqüitina ligasa (E3). Després de la repetició de diversos cicles, el procés dona com a resultat un seguit de substrats modificats en múltiples residus de lisina amb diferents cadenes de poli-ubiqüitina. Les E3 ligases controlen l'especificitat de substrat i la topologia de la ubiqüitinació, essent així reguladors claus de la gran quantitat de processos cel·lulars.
Mitjançant la regulació per part de HERC1 de la via p38 amb un mecanisme dependent de RAF, HERC1 també regula la migració de la cèl·lula. Aquest desplaçament de la cèl·lula a través dels teixits es duu a terme gràcies a processos d’ubiqüitinació. Amb proteïnes clau com RhoA, aconsegueixen regular l’estrès de la formació de fibra i polaritat de la cèl·lula, així com modular l’elasticitat de la xarxa d’actina i la dinàmica del citoesquelet permetent la migració cel·lular.
A més, els experiments amb inhibidors de l’activitat de RAF han mostrat que la regulació de la fosforilació d’ERK per part de HERC1 és dependent de RAF, cosa que demostra que entre aquestes proteïnes hi ha una interacció que promou la regulació de la poliubiqüitinació. El mecanisme que activa la senyalització d’ERK afecta l’estabilitat de C-RAF i permet que HERC1 reguli la proliferació cel·lular.

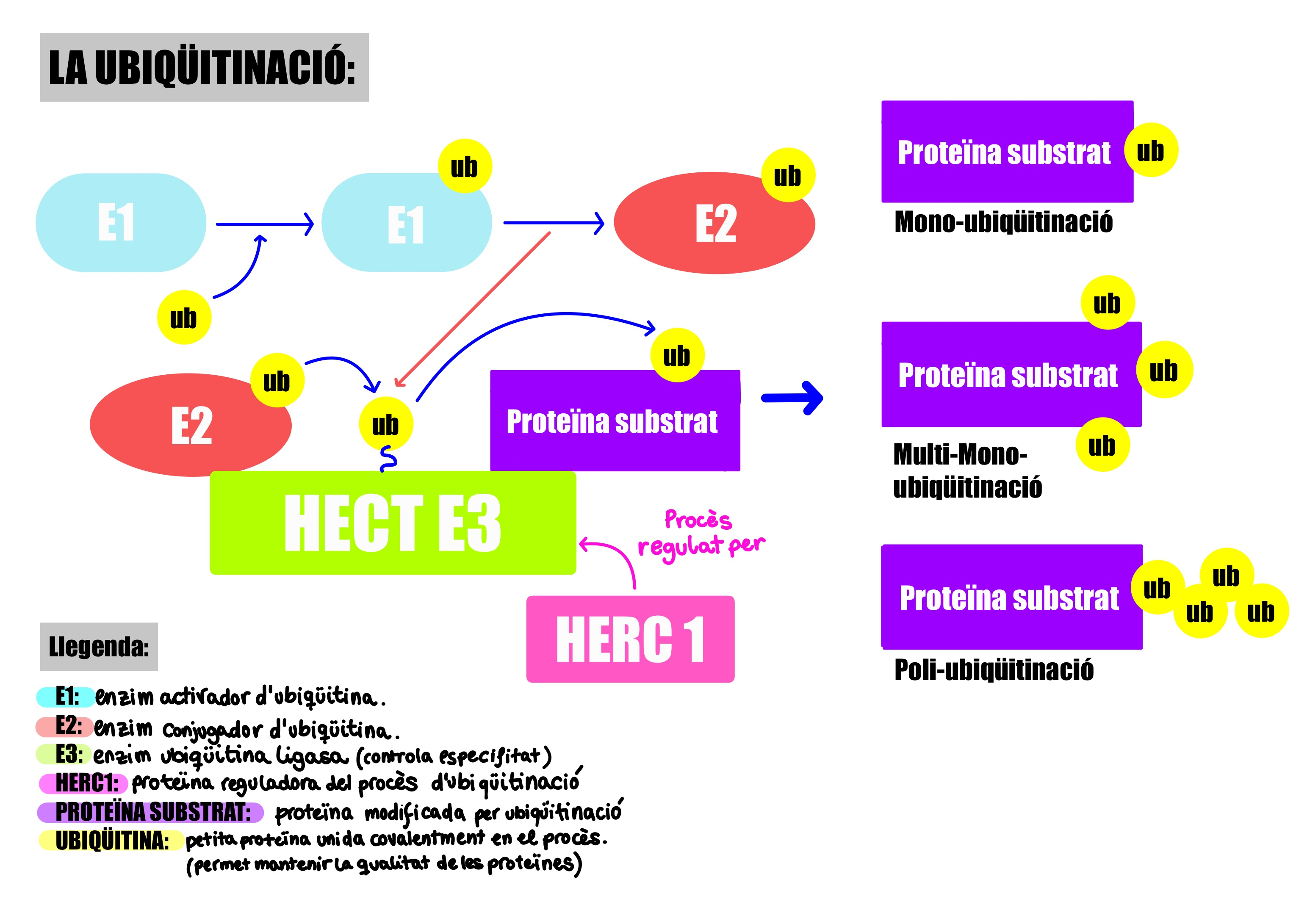
Procés d’ubiqüitinació regulat per la proteïna HERC 1

## Estructura
La proteïna HERC 1 és distingida per diverses característiques clau.
La primera és que es tracta d’una proteïna modular. Conté diversos dominis. El primer exemple, el domini HECT, és crucial per a la seva funció com a ubiqüitina ligasa, ja que permet la transferència d’ubiqüitina a les proteïnes diana. El segon, el domini d’interacció, permet la interacció amb altres proteïnes, facilitant així la formació de complexos necessaris per a la seva activitat funcional. També trobem domini de repeticions de leucina, o domini de tipus dits de zinc.
En segon lloc, tenim la seva estructura globular, més gran que en les altres ubiqüitines ligases, cosa que reflecteix la seva complexitat funcional.
Per acabar, en la proteïna HERC1, trobem una regió C-terminal rica en seqüències involucrades en l'oligomerització.

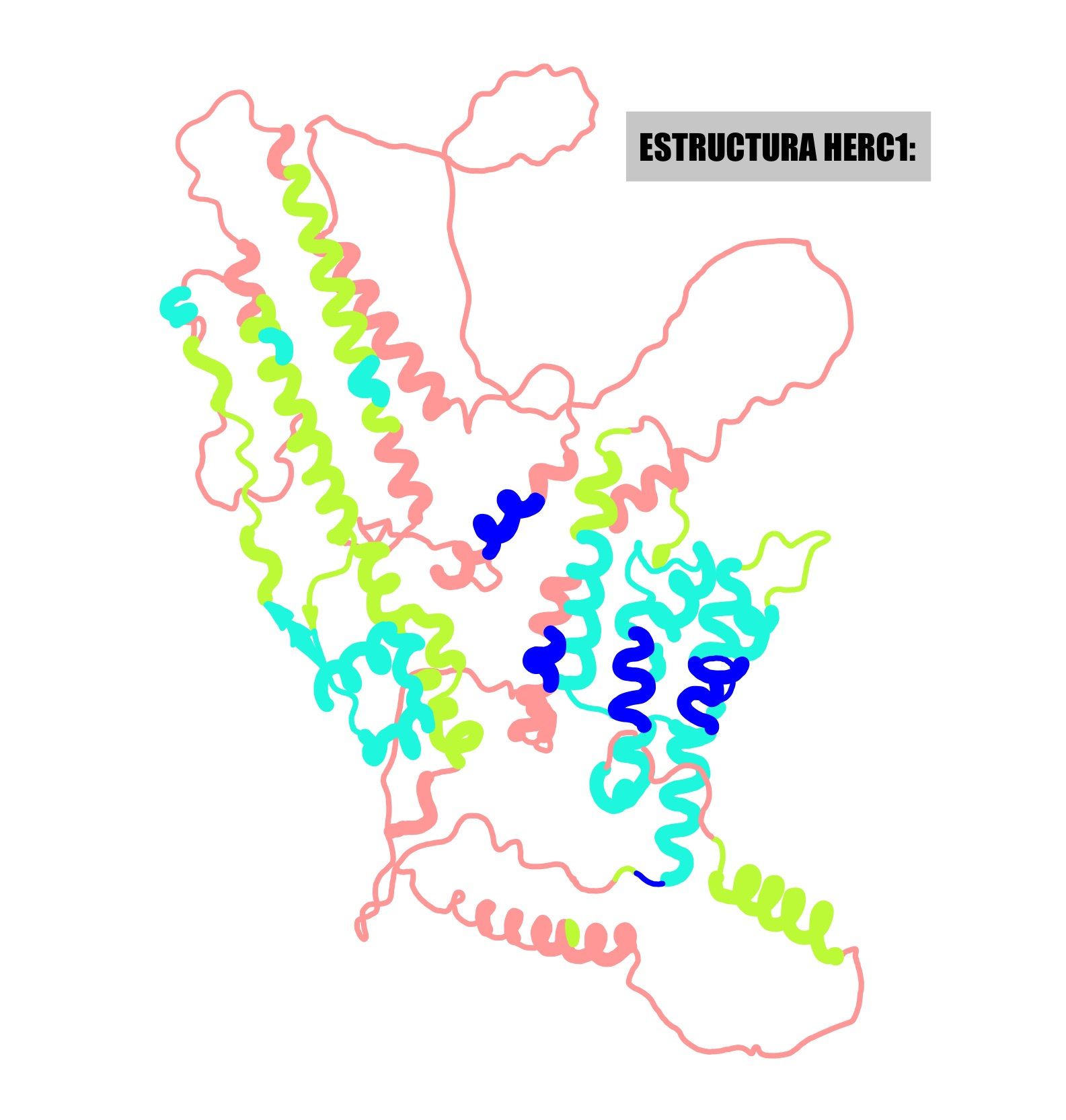
Il·lustració estructura HERC1 amb referència agafada de Alphafold

## Malalties associades
El coneixement del gen es pot atribuir al descobriment d’una mutació en ratolins que va aparèixer espontàniament en l’entorn genètic de DW/J-Pas, una mutació de caràcter recessiu que provoca l’increment dels nivells de la proteïna HERC1 en l’organisme. La proteïna en qüestió es troba en gran proporció en molts teixits i múltiples regions del cervell, inclòs el cerebel.
A partir de l’observació dels ratolins que presentaven aquesta mutació, es va veure com aquells que la presentaven tenien una atàxia cerebelar, un pas inestable, i un reflex de flexió del membre desencadenat per l’alça de la cua. Aquesta darrera característica també s'havia observat en altres exemplars amb mutacions a nivell cerebelar.
La mutació en els dos al·lels pel gen es va reportar en dos germans amb dimorfisme facial, endarreriment de desenvolupament motor, macrocefàlia, marxa atàxica i descoordinada, hipotonia i algun tipus de disfunció intel·lectual. D’altra banda, una variant sense sentit de HERC1 també s'ha reportat en un individu que presentava una condició autosòmica recessiva. Aquesta consistia en un dimorfisme facial, macrocefàlia, epilèpsia, endarreriment del desenvolupament motor, atròfia cerebelar, i discapacitat intel·lectual. Aquestes mateixes característiques exceptuant la descoordinació cerebelar també han estat reportades en dos germans amb una variant mutada per empalmament d’HERC1. Un altre pacient que expressava condicions similars, sumades a trets autístics també ostentava una mutació de frameshift d’HERC1. La manca d’involucració cerebelar s'adscriu a la naturalesa de la mutació o a la influència de gens modificadors.